# Àcid obtusílic
L'àcid obtusílic, el qual nom sistemàtic és àcid (Z)-dec-4-enoic, és un àcid carboxílic monoinsaturat de cadena lineal amb deu àtoms de carboni, la qual fórmula molecular és {\displaystyle {\ce {C10H18O2}}}. En bioquímica és considerat un àcid gras i se simbolitza per C10:1 n-6. Té un doble enllaç en conformació cis situat al carboni 4 (o el 6 començant per l'extrem oposat).

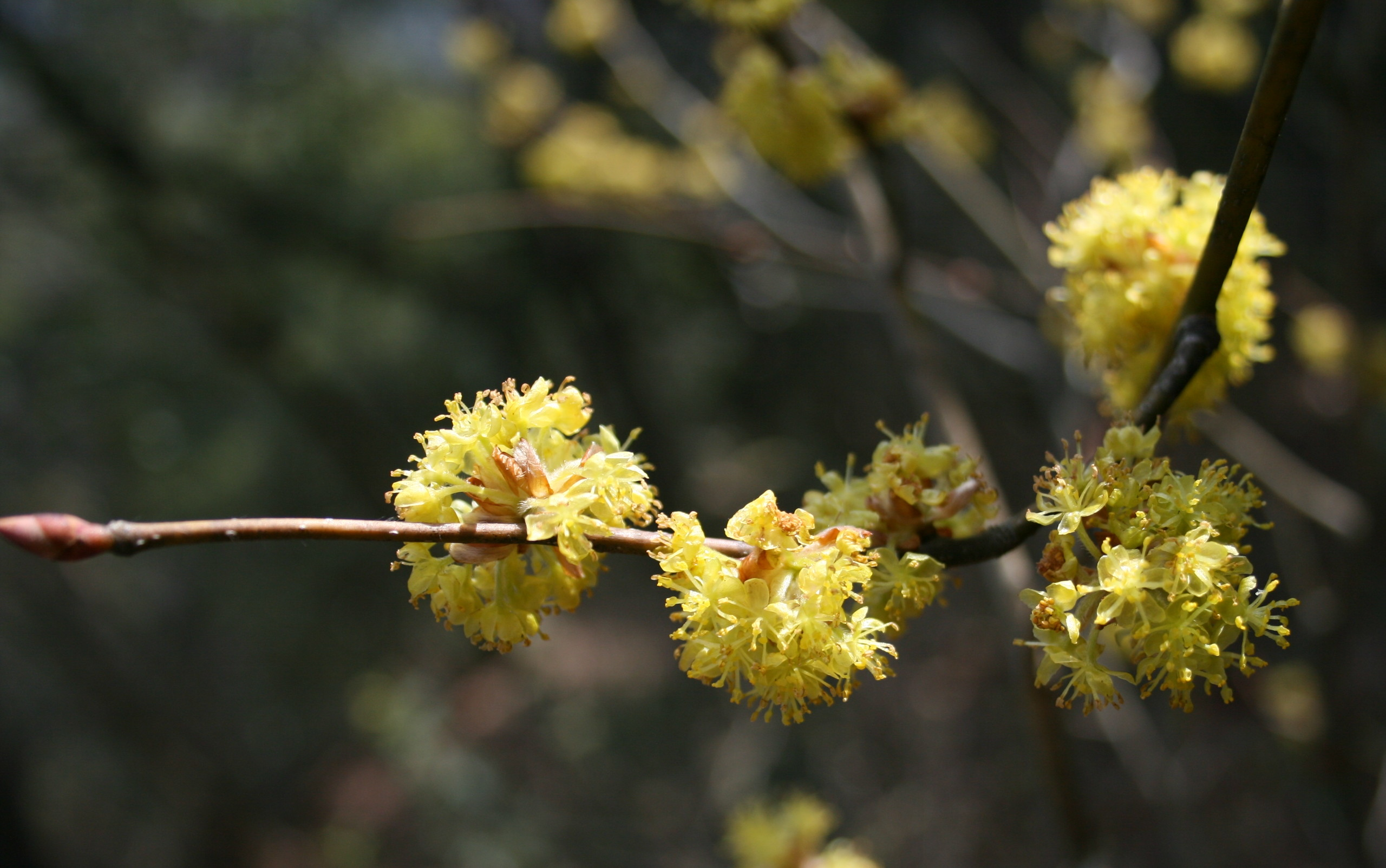
Flors de Lindera obtusiloba

A temperatura ambient és un líquid que bull a 148-150 °C a només 13 mmHg. Té una densitat entre 4 °C i 20 °C de 0,9197 g/cm³ i un índex de refracció que val 1,4497 a 20 °C. És soluble en benzè i dietilèter. Hom el troba a l'oli de les llavors de Lindera obtusiloba, d'on pren el seu nom comú àcid obtusílic. Fou aïllat el 1937 d'aquesta planta pels científics japonesos Y. Toyama i per Saburo Komori i Sei-ichi Ueno de forma independent, essent aquests darrers els que li donaren el nom comú àcid obtusílic.